# 鄱阳镇
鄱阳镇，是中华人民共和国江西省上饶市鄱阳县下辖的一个乡镇级行政单位。

## 历史沿革
- 秦为番县治，始筑城池，西汉作番易，东汉加邑为鄱阳。
- 三国吴赤乌八年（245）起，历为县、州、府治所。
- 在两汉时期，县治曾经迁往城东60里的故县（原名不详，即今天的古县渡镇），但于公元245年（三国吴赤乌八年）重新迁回原址。
- 隋初名饶州（以特产富饶得名），沿用甚久，
- 1938年全县划区，镇称一区，下设4个镇（激扬、饶丰、荐福、上宦）和一个乡（松关）；
- 1941年以鄱江(现称饶河）横贯城南，并4镇合称鄱江镇；
- 1947年以鄱江横贯城南而名鄱江镇。
- 1949年解放改为鄱阳城区，1950年一度改为鄱阳市，1952年改为鄱阳镇。1960年改鄱湖公社，1961年复置镇。
- 1990年水上乡并入鄱阳镇，[2]
- 1997年，面积13平方千米，人口8万，辖义仓、戴家河、架木棚、激扬桥、夹积巷、茅园、马家冲、大港口、郭西庙、肖家架、柳树巷、东湖、新桥、巡官巷、东门口、五一路、东流湖、中宦岭、府背街、北关、桐子园、壕山、城隍庙、金山、德化桥、小龙桥、大龙桥、十八坊、高门、灵芝门、广场、士湖边、管驿前33个居委会和西门、管驿前2个行政村。
- 2001年12月，撤销磨刀石乡，划归鄱阳镇。[3]
- 2015年，在鄱阳镇区域内设立鄱阳县饶州街道办事处。[4]

## 行政区划
鄱阳镇下辖以下地区：
激杨桥社区、大巷口社区、城东社区、马家冲社区、东湖社区、白天鹅社区、城北社区、桂中树村、桂湾村、邓家村、道汊村、岭曹村、磨刀石村、江家岭村、朱家桥村、任家村、芝田村、风雨山村、小路口村、角山村、桂湖村和姚公渡村。